# Waterton Lakes National Park
Waterton Lakes National Park er en nationalpark i det sydvestlige hjørne af provinsen Alberta i  Canada og grænser til Glacier National Park i Montana, USA. Waterton var Canadas fjerde nationalpark. Den blev oprettet i 1895 og har sit navn efter Waterton Lake. Parken har et areal på 505 km².
Nationalparken administreres af  Parks Canada og er åben året rundt, men hovedsæsonen  er juli og august. Den eneste kommercielle facilitet i parken ligger i byen Waterton Park. Parkens højde varierer fra 1.290 moh. ved byen til 2.910 moh. på toppen af Mount Blakiston. Waterton Lakes National Park har mange sceneriske vandreruter, deriblandt Crypt Lake trail. I 2004, havde Waterton Lakes National Park 367.500 besøgende.

## Historie
I 1932 oprettedes Waterton Glacier International Peace Park af nationalparkerne Waterton og Glacier. Den var tilegnet  verdensfreden af Sir Charles Arthur Mander for Rotary International. Trods at parken har en stor variation  gennem sin størrelse, er det vigtigste hovedområde Waterton Lake — den dybeste af søerne i Canadian Rockies som man har udsyn over fra Prince of Wales Hotel, udpeget som National Historic Site.

### Biosfærereservat
I 1979 fik Waterton og den tilgrænsende  Glacier National Park i USA status som biosfærereservat, da de er med til at bevare bjergenes, præriens, søerne og vådområdeernes økosystem. Habitater der er repræsenteret i parken omfatter: præriegræsmarker, aspelunde, alpin tundra/højt beliggende enge, subalpine skove, løv- og nåleskov.

### Verdensarv
Waterton Glacier International Peace Park, som nationalparken er en del af, blev i 1995 udpeget til verdensarv  bl.a. for områdets flotte landskab, smukke udsigter og mangfoldige flora og fauna.

## Fotogalleri
- Cameron Lake
- Elg ved Cameron Lake
- Summit Lake
- 49 grader nord ved Waterton Lake
- Cameronfaldene
- Red Rock Canyon
- Sydenden af Waterton Lake
- Blakistonfaldene (øvre)